# هيسي
هیسي (بالإنجليزية: Hiisi)‏ رب غاية فنلندي انتشرت عبادته في فنلندا الشرقية. اعتبر الروح الحامي لبستان القرابين. وسمي ابن كالیفا ويعتقدون أنه عملاق العصور القديمة. فيما بعد انحط إلى روح غابة شرير، وصار اسمه مرادفا لـ«الشيطان». قبيح وغير ملتح وعيناه منحرفتان وبلا أجفان، ويرتدي لباس الأنذال.